# Saint-Sulpice-des-Landes (Loire-Atlantique)
Saint-Sulpice-des-Landes korábbi község Franciaországban, Loire-Atlantique megyében. 2018. január 1-jén öt másik községgel egyesült és Vallons-de-l’Erdre új község része lett. Lakosainak száma 673 fő (2018. január 1.). Saint-Sulpice-des-Landes La Chapelle-Glain, Freigné, Bonnœuvre, Grand-Auverné, Petit-Auverné, Le Pin, Riaillé és Saint-Mars-la-Jaille községekkel határos.

## Népesség
A település népessége az elmúlt években az alábbi módon változott:
| Lakosok száma | 824  | 716  | 628  | 596  | 608  | 663  | 685  | 686  | 670  | 673  |
|               | 1968 | 1975 | 1982 | 1990 | 1999 | 2011 | 2013 | 2015 | 2017 | 2018 |